# Wojsko I Rzeczypospolitej w 1626

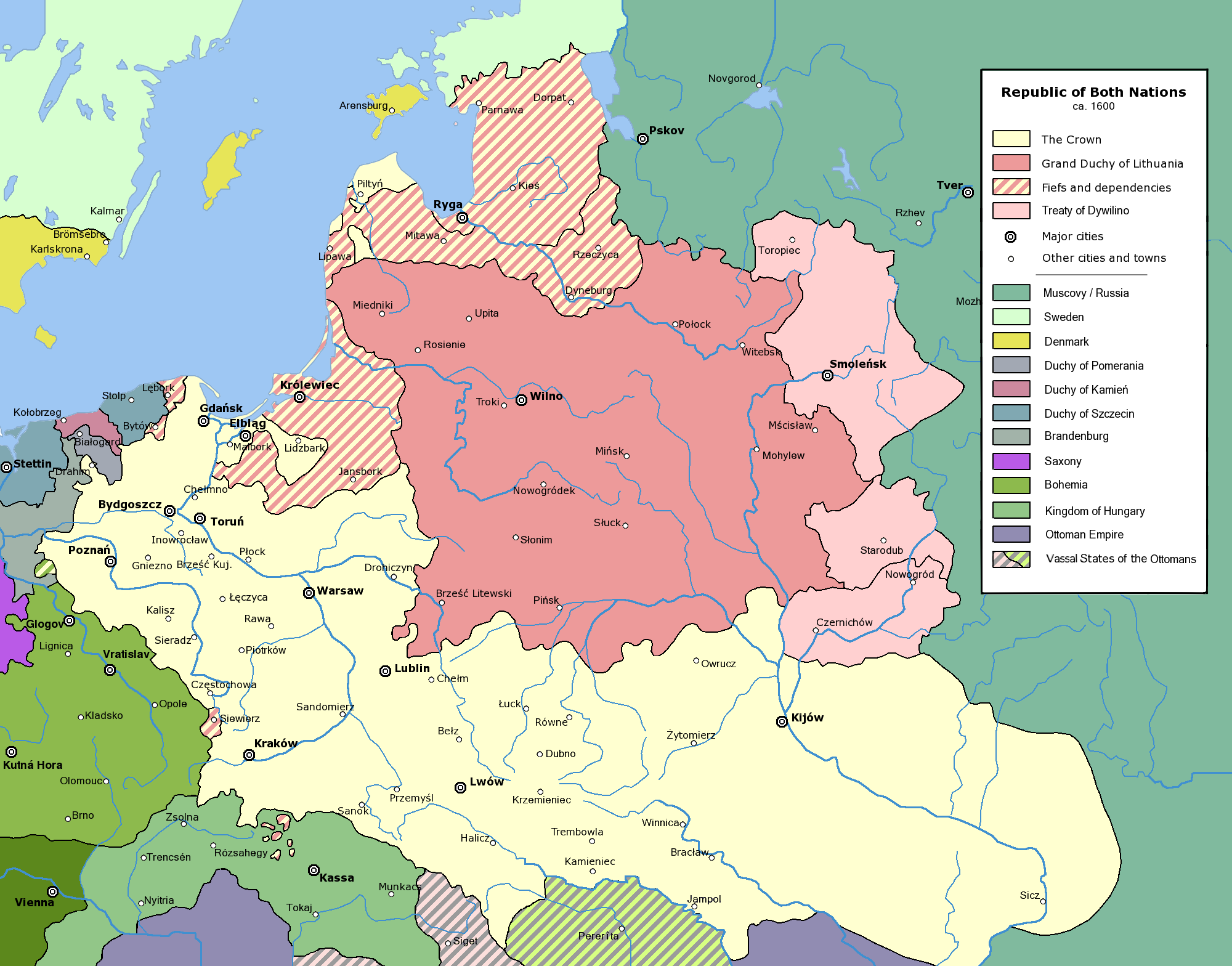
Mapa I Rzeczypospolitej w 1619 (po rozejmie w Dywilinie)

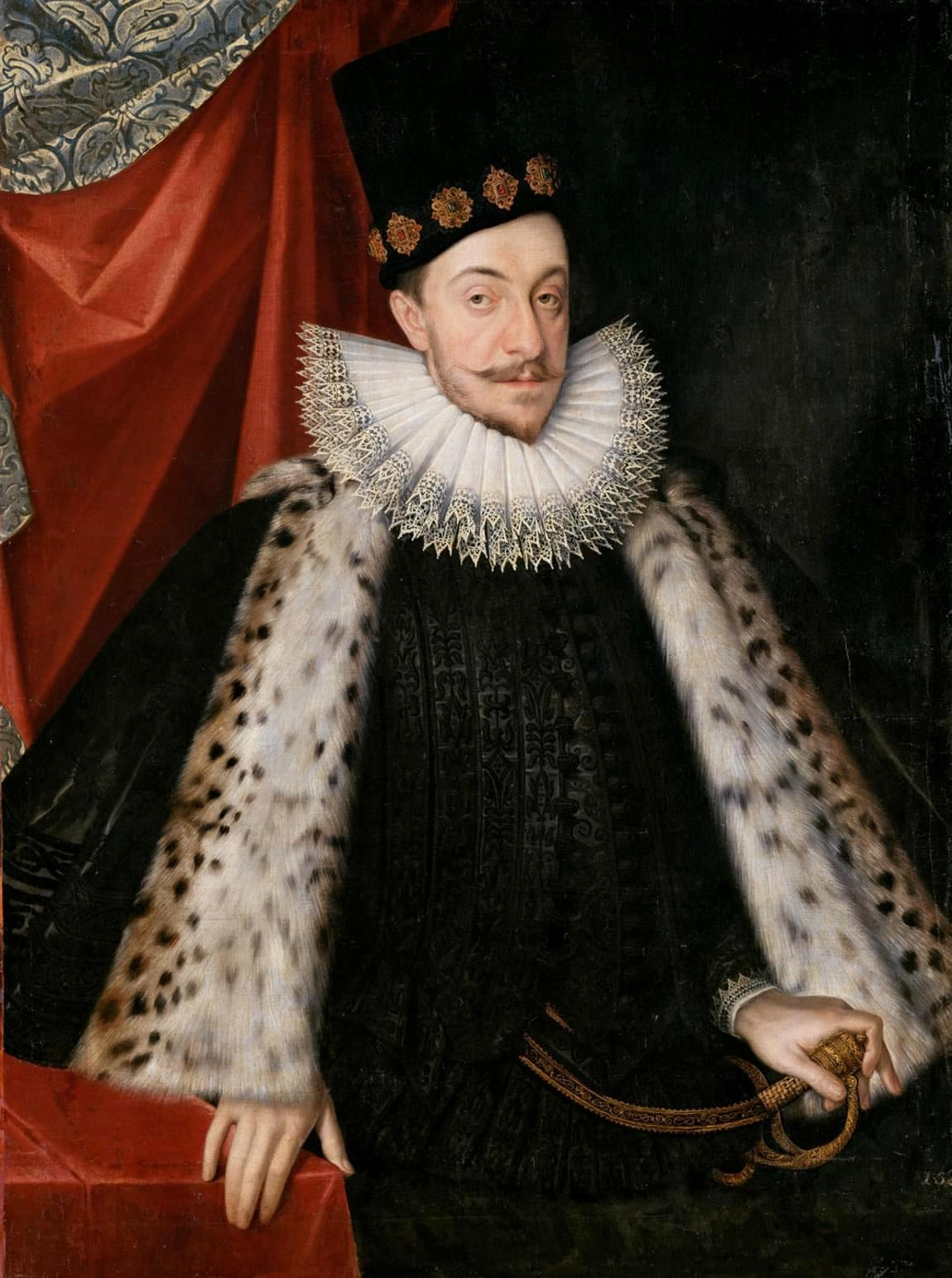
Zygmunt III Waza, władca Rzeczypospolitej 1587–1632

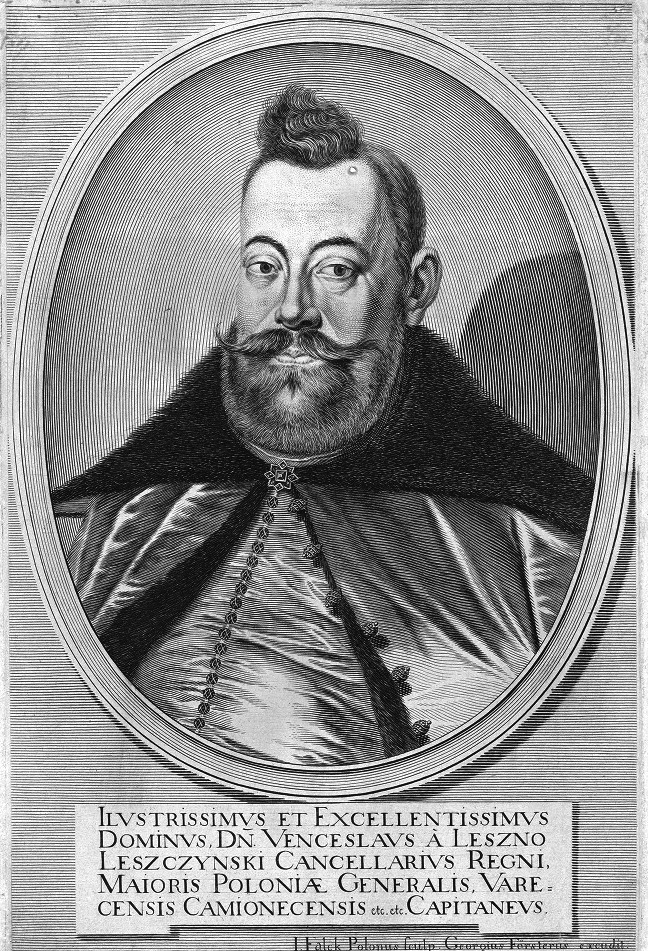
Wacław Leszczyński (kanclerz wielki koronny)

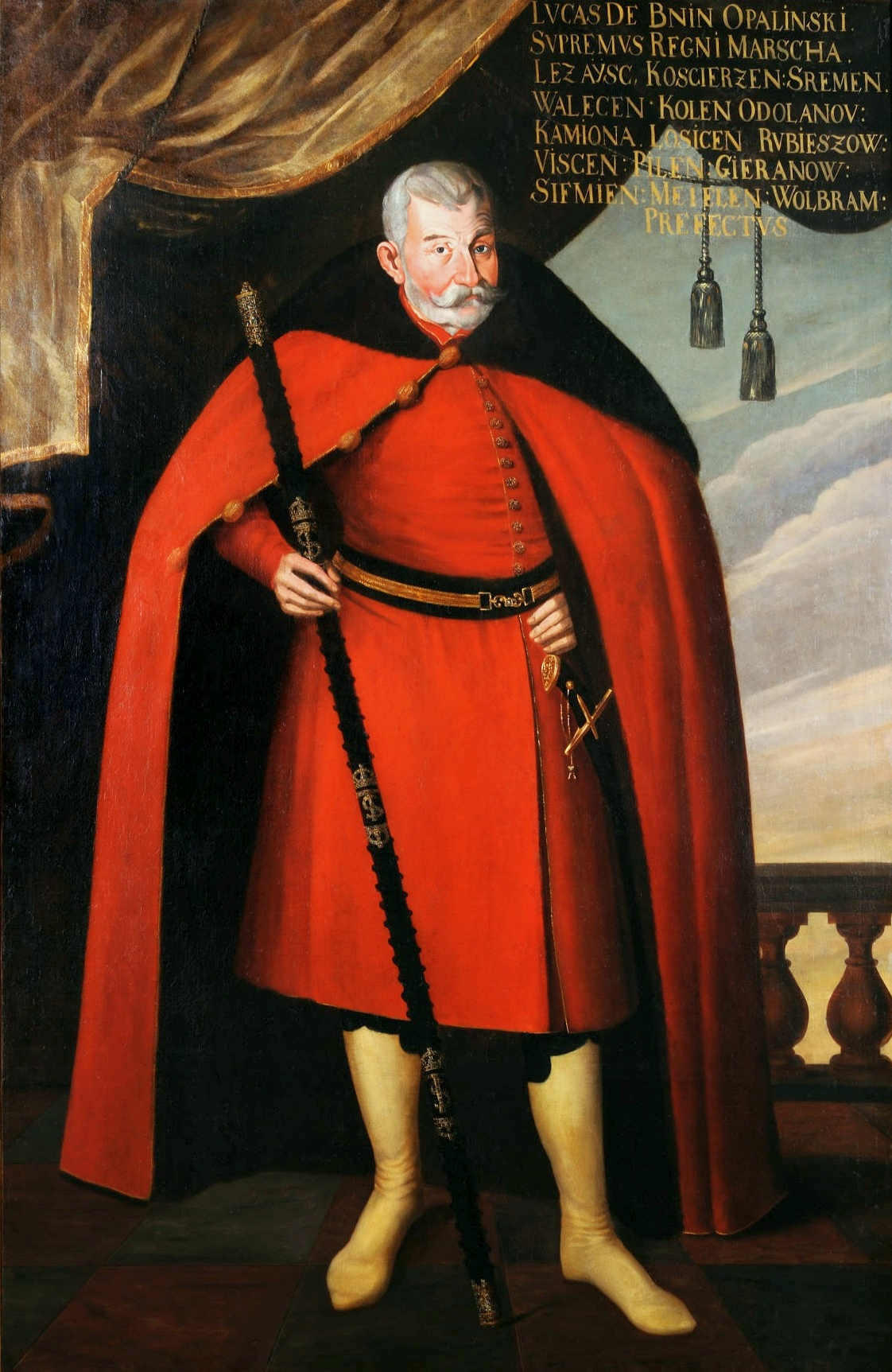
Łukasz Opaliński starszy herbu Łodzia

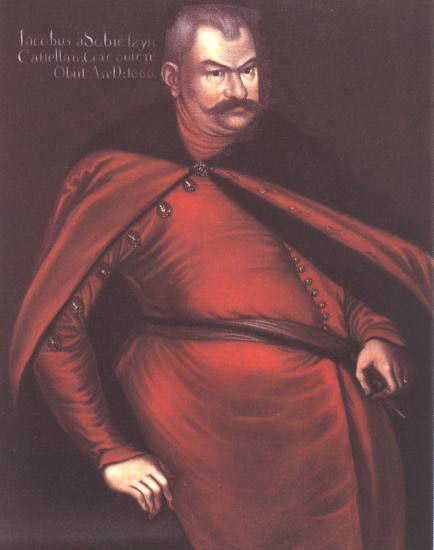
Jakub Sobieski herbu Janina

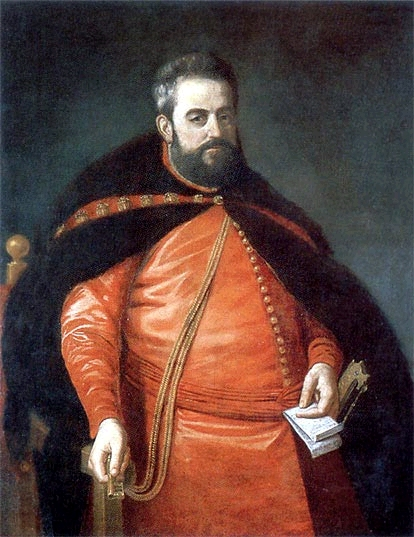
Adam Kazanowski herbu Grzymała

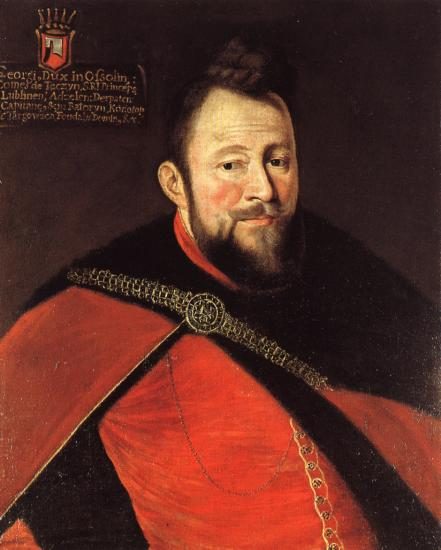
Jerzy Ossoliński

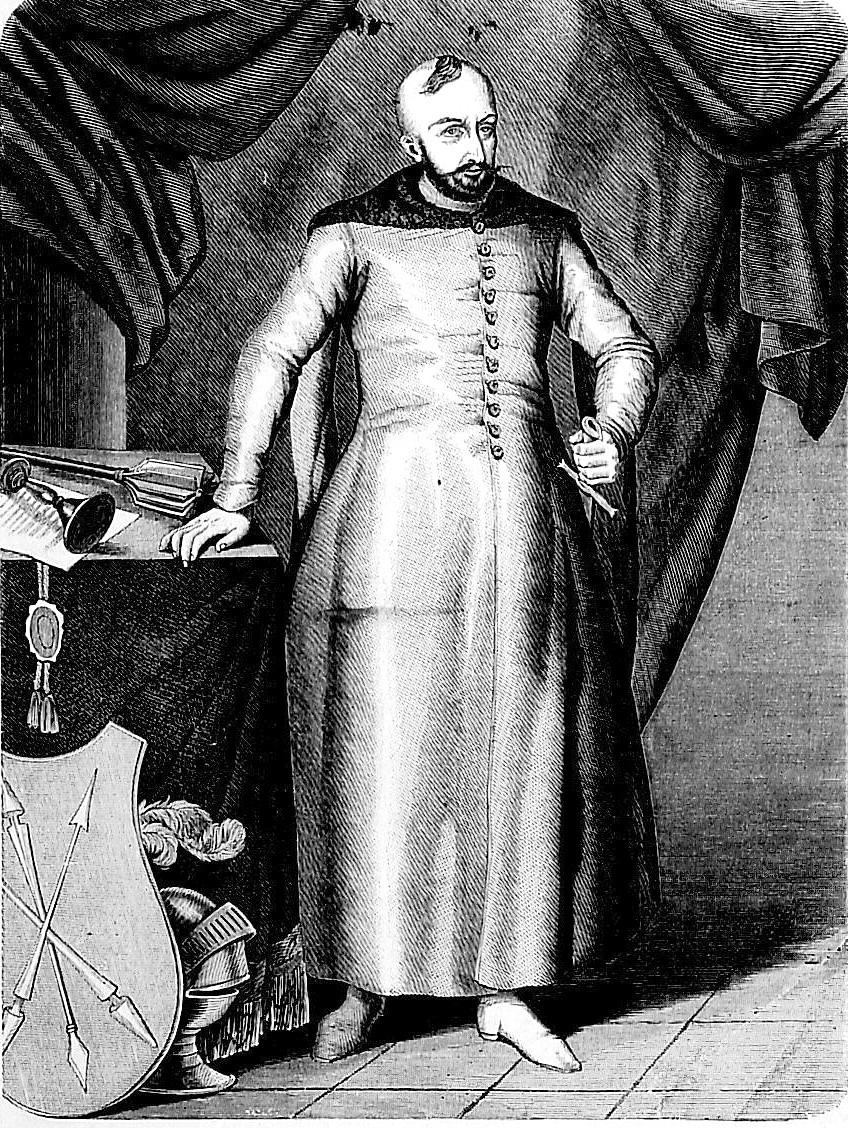
Tomasz Zamoyski

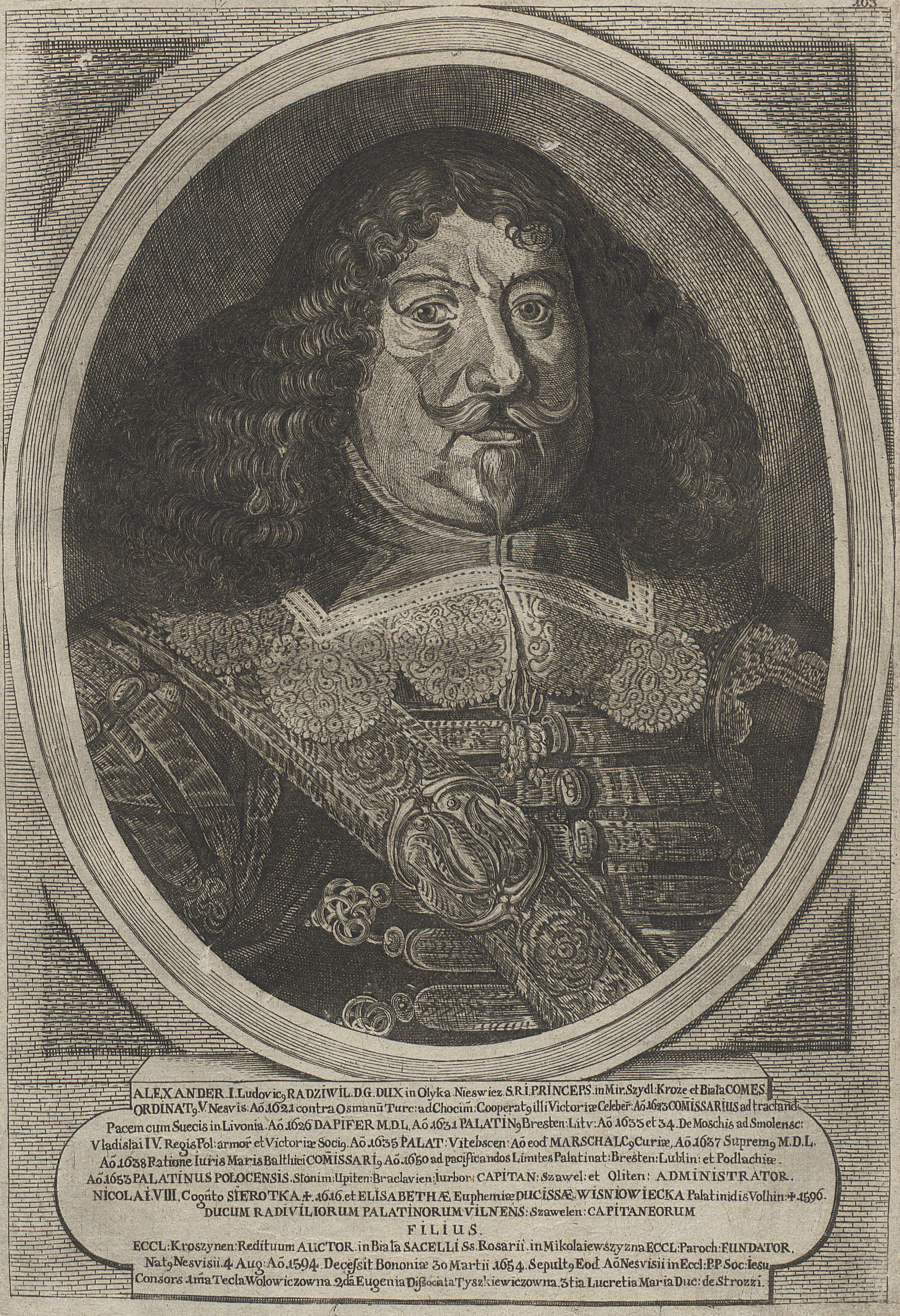
Aleksander Ludwik Radziwiłł

Struktura organizacyjna wojska I Rzeczypospolitej 21 września 1626 r., w przeddzień bitwy pod Gniewem rozpoczynającej wojnę polsko-szwedzką 1626-1629.

## Jazda

### Husaria

#### Husaria zaciężna
- Chorągiew husarska zaciężna Niewiarowskiego - 200 koni
- Chorągiew husarska zaciężna Michała Woyny – 150 koni
- Chorągiew husarska zaciężna Andrzeja Stanisława Sapiehy – 200 koni

#### Gwardia królewska
- Wielka chorągiew dworska - 200 koni

#### Chorągwie husarskie powiatowe
- Chorągiew husarska chełmińska
- Chorągiew husarska pomorska
- 5 rot husarskich wielkopolskich - 1000 koni

#### Chorągwie husarskie prywatne
- Chorągiew husarska prywatna Eustachego Tyszkiewicza, wojewody brzeskolitewskiego
- Chorągiew husarska prywatna Wacława Leszczyńskiego (kanclerza wielkiego koronnego)
- Chorągiew husarska prywatna Sebastiana Wołudzkiego, starosty rawskiego
- Chorągiew husarska prywatna Stefana Grudzińskiego, wojewodzica rawskiego
- Chorągiew husarska prywatna Łukasza Opalińskiego (starszego), marszałka nadwornego koronnego
- Chorągiew husarska prywatna Krzysztofa Wiesiołowskiego, marszałka nadwornego litewskiego
- Chorągiew husarska prywatna Jana Działyńskiego, starosty pokrzywnickiego

Razem całej husarii: 18 chorągwi - 2930 koni.

#### Uwaga
Z około 3000 husarzy dużą wartość miało 550 żołnierzy chorągwi Woyny, Niewiarowskiego i Sapiehy, natomiast pozostałe chorągwie miały znacznie niższą wartość: 
- chorągiew dworska miała charakter paradny,
- chorągwie powiatowe, choć zawodowe, dotychczas trudniły się zadaniami policyjnymi, nie mając doświadczenia bojowego,
- chorągwie prywatne były zaciągnięte przeważnie w ostatniej chwili (w sierpniu 1626 wobec braku kandydatów magnaci dawali husarzom żołd 100 zł, przy żołdzie w wojsku kwarcianym 41 zł), nie miały doświadczenia bojowego.

### Rajtaria
- Chorągiew rajtarska Henryka Szmelinga (Schmellinga) – 200 koni
- Chorągiew rajtarska gwardii królewskiej Otto Denhoffa - 200 koni

Razem rajtarii: 2 chorągwie - 400 koni.

### Kozacy

#### Zaciężni
- Chorągiew kozacka zaciężna Mostowskiego - 150 koni

#### Lisowczycy (na żołdzie królewskim)
- pułk Władysława Śleszyńskiego - 300 koni

#### Chorągwie kozackie magnackie i woluntarskie
- Chorągiew kozacka Tomasza Zamoyskiego (Plucińskiego), wojewody kijowskiego Tomasza Zamoyskiego pod dowództwem Aleksandra Plucińskiego - 150 koni
- Chorągiew kozacka Tomasza Zamoyskiego (Czernego), wojewody kijowskiego Tomasza Zamoyskiego pod dowództwem Stanisława Czernego, podstolego litewskiego - 150 koni
- Chorągiew kozacka Eustachego Tyszkiewicza, wojewody brzesko-litewskiego
- Chorągiew kozacka Eustachego Tyszkiewicza, wojewody brzesko-litewskiego
- Chorągiew kozacka Melchiora Wejhera, wojewody chełmińskiego
- Chorągiew kozacka Samuela Konarskiego, wojewody pomorskiego
- Chorągiew kozacka Stanisława Radziejowskiego, wojewody rawskiego
- Chorągiew kozacka Andrzeja Lipskiego, biskupa kujawskiego
- Chorągiew kozacka Hermolausa Ligęzy, podskarbiego koronnego
- Chorągiew kozacka Pawła Działyńskiego, starosty bratiańskiego
- Chorągiew kozacka Stanisława Działyńskiego, podkomorzego malborskiego
- Chorągiew kozacka Jana Działyńskiego, starosty pokrzywnickiego
- Chorągiew kozacka Działyńskiego (nieznanego z imienia)
- Chorągiew kozacka Erazma Domaszewskiego z Jedleca, starosty łukowskiego
- Chorągiew kozacka Stefana Grudzińskiego, wojewodzica rawskiego
- Chorągiew kozacka Przecława Pawła Leszczyńskiego, wojewodzica brzeskiego
- Chorągiew kozacka Andrzeja Wodyńskiego, wojewodzica podlaskiego
- Chorągiew kozacka Jakuba Sobieskiego, wojewodzica lubelskiego
- Chorągiew kozacka Wojciecha Baranowskiego, dworzanina - 100 koni
- Chorągiew kozacka Adama Kazanowskiego
- Chorągiew kozacka Arnolfa Kryskiego, kanclerzyca
- Chorągiew kozacka Jerzego Ossolińskiego
- Chorągiew kozacka Piotra Daniłowicza
- Chorągiew kozacka Adama Grudzieckiego

Razem jazdy kozackiej: 28 chorągwi - 3450 koni.

## Piechota

### Dragoniai piechota cudzoziemskiego autoramentu

#### Królewska
- Mikołaja Judyckiego, kawalera Maltańskiego, dragonów - 400 koni
- Mikołaja Judyckiego, kawalera Maltańskiego, piechoty - 500 ludzi
- Artura Astona piechoty szkockiej - 500 ludzi
- Gerarda Denhoffa, piechoty - 200 ludzi
- Ottona Fitinghoffa piechoty - 200 ludzi
- Ernesta Fitinghoffa piechoty - 250 ludzi

#### Prywatna
- Chorągiew piesza prywatna Tomasza Zamoyskiego (autoramentu cudzoziemskiego), wojewody kijowskiego pod dowództwem kpt. Gryma - 100 ludzi,

Razem: 1650 piechoty i 400 dragonów.

### Piechota polskiego autoramentu

#### Zaciężna Królewska
- 2 roty piesze Przyłuskiego - 300 ludzi
- 2 roty piesze Józefa Rabiego - 200 ludzi
- Piechota zaciężna królewska Jana Porembskiego - 300 ludzi

#### Piechota węgierska gwardii
- Chorągiew piesza Wojciecha Kuropatwy - 150 ludzi
- Chorągiew piesza Macieja Jelińskiego - 200 ludzi
- Chorągiew piesza Piotra Smieszyńskiego - 100 ludzi
- Chorągiew piesza Jana Szacko - 150 ludzi

#### Piechota prywatna
- Chorągiew piesza prywatna Tomasza Zamoyskiego (autoramentu polskiego), wojewody kijowskiego pod dowództwem rtm. Bochdarowskiego - 100 ludzi
- Chorągiew piesza prywatna Stanisława Radziejowskiego, wojewody rawskiego
- Chorągiew piesza prywatna Melchiora Wejhera, wojewody chełmińskiego - 200 ludzi
- Chorągiew piesza prywatna Andrzeja Lipskiego, biskupa kujawskiego
- Chorągiew piesza prywatna Wacława Leszczyńskiego (kanclerza wielkiego koronnego)
- Chorągiew piesza prywatna Aleksandra Ludwika Radziwiłła, krajczego litewskiego
- Chorągiew piesza prywatna Kaspra Zebrzydowskiego, kasztelana kaliskiego

Razem 16 chorągwi piechoty - 2380 ludzi.
20 dział w tym 7 ciężkich, 2 średnie i 11 lekkich.

## Wzmocnienia przybyłe 24-28 IX 1626

### Jazda

#### Husaria

##### Chorągwie husarskie prywatne
- Chorągiew husarska prywatna Piotra z Bnina Opalińskiego, wojewody poznańskiego
- Chorągiew husarska prywatna Krzysztofa Naruszewicza, podksarbiego wielkiego litewskiego
- Chorągiew husarska prywatna Jana Podolskiego, kasztelana racięskiego, starosty ciechanowskiego
- Chorągiew husarska prywatna Mikołaja Wejhera, wojewodzica chełmińskiego,starosty radzyńskiego
- Chorągiew husarska prywatna Jana Baranowskiego, wojewody sieradzkiego - 150 koni
- Chorągiew husarska prywatna Pawła Niszczyckiego, kasztelana sierpeckiego

##### Roty husarskie powiatowe
- Roty husarskie powiatowe województwa brzesko-kujawskiego

Razem husarii: 7 chorągwi.

#### Rajtaria (zaciężna)
Regiment rajtarii zaciężnej Mikołaja Abrahamowicza, wojewodzica smoleńskiego - 3 chorągwie, 400 koni 

#### Kozacy

##### Lisowczycy (na żołdzie królewskim)
- Pułk lisowczyków Mikołaja Moczarskiego - 2 chorągwie, 400 koni

##### Chorągiew kozackie prywatne
- Chorągiew kozacka prywatna Wojciecha Kryskiego, starosty przedeckiego
- Chorągiew kozacka prywatna Mikołaja Wejhera, wojewodzica chełmińskiego,starosty radzyńskiego
- Chorągiew kozacka prywatna Zaręmby
- Chorągiew kozacka prywatna Tomasza Zamoyskiego, wojewody kijowskiego pod dowództwem Andrzeja Drwalowskiego - 150 koni
- Chorągiew kozacka prywatna Andrzeja Firleja, wojewodzica krakowskiego
- Chorągiew kozacka prywatna Jana Baranowskiego, wojewody sieradzkiego - 150 koni
- Chorągiew kozacka prywatna Pawła Niszczyckiego, kasztelana sierpskiego
- Chorągiew kozacka prywatna Jana (albo Mikołaja) Narzymskiego

Razem 10 chorągwi.

### Piechota polskiego autoramentu

#### Prywatna
- Chorągiew piesza prywatna Andrzeja Firleja, wojewodzica krakowskiego